# Стеліос Яннакопулос
Стеліос Яннакопулос (грец. Στέλιος Γιαννακόπουλος), повне ім'я Стіліанос Яннакопулос (грец. Στυλιανός Γιαννακόπουλος, 12 липня 1974, Афіни) — грецький футболіст, який півзахисник збірної Греції в період 1997—2009 років.

## Спортивна кар'єра
Стеліос Яннакопулос розпочав спортивну кар'єру у юнацькому складі столичного Фостірас Кесаріаніс. 1991 року почав грати до Етнікос Астерас, в якому за рік розпочав свою професійну футбольну кар'єру. 1993 року перейшов у «Паніліакос», за який в подальшому зіграв 3 сезони.
Влітку 1996 року став гравцем пірейського « Олімпіакоса», у складі якого 7 разів ставав чемпіоном Греції, здобував  Кубок Греції, брав участь в  Лізі чемпіонів і визнавався найкращим футболістом Греції.
2003 року розпочав міжнародну кар'єру, перейшов в  англійський клуб «Болтон Вондерерз», у складі якого став фіналістом  Кубка Ліги і за який виступав до закінчення терміну контракту в 2008 році. 23 вересня 2008 року підписав однорічний контракт із «Галл Сіті».
У складі  національної збірної Греції дебютував 12 березня 1997 року в матчі проти  збірної Кіпру. Був одним з ключових гравців команди на  чемпіонаті Європи 2004 року, коли Греція виборола чемпіонський титул. Учасник  чемпіонату Європи 2008 року.

## Досягнення
Олімпіакос, Пірей
- Чемпіон Греції: 1997, 1998, 1999, 2000, 2001, 2002, 2003
- Кубок Греції: 1999

Болтон Вондерерз
- Premier League Asia Trophy: 2005

Збірна Греції з футболу
- Чемпіон Європи: 2004

Індивідуальні
- Футболіст року в Греції: 2003
- Найкращий гравець другого дивізіону: 1995